# İbrahim Yavuz
İbrahim Yavuz (* 10. November 1982 in Istanbul) ist ein türkischer ehemaliger Fußballspieler.

## Karriere

### Verein
Yavuz begann mit dem Vereinsfußball in der Jugend von Gaziosmanpaşaspor und wurde hier 2000 ohne Profivertrag in den Profikader aufgenommen. Hier absolvierte er bis zum Saisonende 24 Ligaspiele und machte neben seiner Tätigkeit in den türkischen Jugendnationalmannschaften auch in der Liga auf sich aufmerksam. So wechselte er 2001 zum damaligen Zweitligisten Adanaspor. Mit dieser Mannschaft stieg er bereits nach einer Saison als Tabellendritter der TFF 1. Lig in die Süper Lig auf. Er spielte die nächsten zwei Jahre in der Süper Lig für Adanaspor.
Nachdem Adanaspor im Sommer 2004 den Klassenerhalt verpasst hatte, verließ Yavuz den Verein und wechselte zum türkischen Traditionsverein Galatasaray Istanbul. Dort wurde er vom Trainer Fatih Terim nicht berücksichtigt und saß während der Hinrunde nur auf der Ersatzbank. Zur Rückrunde verließ er die Gelb-Roten und wechselte zu den Zentralanatoliern von Kayserispor. Für diesen Verein spielte er bis zum Saisonende insgesamt acht Begegnungen.
Zur Saison 2005/06 verließ er auch Kayserispor und ging zu den Hauptstädtern von MKE Ankaragücü. Die nachfolgenden Jahre spielte er für diverse Zweit- und Drittligisten.
Yavuz wechselte zum Sommer 2011 zum Zweitligisten TKİ Tavşanlı Linyitspor. Zur Winterpause der Spielzeit 2012/13 löste er seinen Vertrag auf und verließ Linyitspor.
Zur Rückrunde der Spielzeit 2012/13 heuerte er beim Zweitligisten Şanlıurfaspor an, wo er nur mehr selten zum Einsatz kam, ebenso wie bei seiner letzten Station, Istanbul Güngörenspor.

### Nationalmannschaft
Yavuz durchlief alle Altersstufen der türkischen Jugendnationalmannschaften.
Mit der türkischen U-20-Nationalmannschaft nahm er 2001 an den Mittelmeerspielen teil und gewann die Silbermedaille.

## Erfolge
- Mit Adanaspor:
  - Meister der TFF 1. Lig (1): 2001/02
  - Aufstieg in die Süper Lig (1): 2001/02

- Mit türkische U-20-Nationalmannschaft:
  - Silbermedaille bei den Mittelmeerspielen (1): 2001